# Маккарти, Джастин, виконт Маунткашел
Джастин Маккарти, виконт Маунткашел (англ. Justin McCarthy, Viscount Mountcashel; ок. 1643 — 21 июля 1694) — ирландский дворянин и пэр, якобитский генерал в годы Войны двух королей и личный друг короля Якова II. Он командовал войсками ирландской армии во время Войны двух королей, и сначала ему сопутствовала удача и он захватил Бандон в графстве Корк в 1689 году, однако в том же году он был разбит и взят в плен в сражении при Ньютонбатлере. Затем он возглавил ирландскую бригаду за границей для службы во французской армии Людовика XIV. Он умер во французской ссылке.

## Ранние годы
Джастин родился около 1643 года, вероятно, в замке Бларни, графство Корк, провинция Манстер, Ирландия. Третий сын Доноха Маккарти, 1-го графа Кланкарти (1594—1665), и его жены Элеоноры Батлер. На момент его рождения отец Джастина был 2-м виконтом Маскерри, но в 1658 году ему предстояло стать 1-м графом Кланкарти. Его отец принадлежал к династии Маккарти из Маскерри, гэльской ирландской семье, происходившей от королей Десмонда. Мать Джастина была старшей сестрой Джеймса Батлера, 1-го герцога Ормонда. Её семья, династия Батлеров, была древнеанглийской и происходила от Теобальда Уолтера, который был назначен главным дворецким Ирландии английским королём Генрихом II Плантагенетом в 1177 году. Родители Джастина были католиками, они поженились до 1641 года.
Джастин Маккарти был ребёнком, когда его отец Доног Маккарти, лорд Маскерри, командовал армией конфедератов в провинции Манстер и сражался с парламентариями во время Кромвелевского завоевания Ирландии. Маскерри сражался до победного конца и сдал замок Росс близ Килларни английскому главнокомандующему Эдмунду Ладлоу 27 июня 1652 года, распустив свою 5-тысячную армию.
Незадолго до захвата замка Росс Джастин Маккарти, которому было около восьми лет, бежал с матерью и сёстрами во Францию. Его мать жила со своей сестрой Мэри Батлер, леди Гамильтон, в монастыре фельетонисток в Париже . В 1658 году Карл II Стюарт провозгласил его отца 1-м графом Кланкарти в Брюсселе, где он находился в то время в изгнании. Таким образом, титул виконта Маскерри стал дополнительным титулом семьи, который был дан в качестве почётного титула наследнику графа, в то время его брату Чарльзу, который впоследствии был назван виконтом Маскерри.

## Реставрация
При Кромвелевском режиме имущество семьи было конфисковано, но при реставрации Карла II Стюарта оно было возвращено им. Джастин, кажется, вырос в основном во Франции. Он стал профессиональным солдатом и показал большое мастерство в своей профессии, но плохое зрение мешало его карьере. Он вступил во французскую армию в 1671 году, а затем перевёлся в полк герцога Монмута, затем на французское жалованье, и служил против голландцев.
4 марта 1665 года началась Вторая англо-голландская война. Через три месяца после начала войны, 3 июня 1665 года, его брат Чарльз, лорд Маскерри, был убит на флагмане HMS Royal Charles в сражении при Лоустофте, первом крупном морском сражении этой войны. У его брата был маленький сын Чарльз (1663—1666), который наследовал ему как очевидный наследник и виконт Маскерри. Однако их отец Доног Маккарти, 1-й граф Кланкарти, скончался два месяца спустя, 4 августа 1665 года, и младший Чарльз стал вторым графом Кланкарти. Второй граф умер около года спустя, 22 сентября 1666 года, ещё младенцем. После этого Каллаган Маккарти (ок. 1638—1676), его дядя, стал 3-м графом Кланкарти (1666—1676).
Джастин Маккарти приехал в Англию в 1678 году и подружился с будущим Яковом II, который обычно выбирал военных, особенно ирландских солдат, в качестве своих лучших товарищей. Карл II решил воспользоваться его услугами в Ирландии и сделал его полковником в полку сэра Томаса Донгана. Однако в разгар Папского заговора известие о присутствии Маккарти в Уайтхолле вызвало бурю негодования: он бежал из страны, а государственный секретарь, сэр Джозеф Уильямсон, давший ему поручение, был отправлен в Лондонский Тауэр.

## Вмешательство в брак племянника
К 1683 году Джастин Маккарти снова оказался при королевском дворе, где его растущее влияние проявилось в браке, который он устроил для своего чрезвычайно богатого племянника Донога Маккарти, 4-го графа Кланкарти. Каллаган Маккарти, 3-й граф Кланкарти, умер в 1676 году, оставив своего маленького сына на попечение вдовы, леди Элизабет Фицджеральд, дочери Джорджа Фицджеральда, 16-го графа Килдэра: она была описана как «яростная протестантка, изолированная в католической семье». Элизабет отдала своего сына на попечение Джона Фелла, епископа Оксфордского, чтобы он получил протестантское образование. Джастин был полон решимости сказать последнее слово о браке и религии молодого графа и убедил короля пригласить его ко двору на Рождество. Он лично принёс это письмо епископу. Здесь Доног Маккарти в шестнадцать лет женился на Элизабет Спенсер, дочери Роберта Спенсера, 2-го графа Сандерленда, которая была на два года моложе. Брак оказался неудачным, и биограф Сандерленда заметил, что он оставил пятно на репутации всех тех, кто разрушил жизнь этих двух молодых людей, ничего не получив взамен. Гилберт Бернет, однако, писал, что во всем, что не касалось непосредственно религии, Джастин Маккарти был честным человеком.

## При Якове II
При католическом короле Якове II Стюарте Джастин Маккарти был произведён в генерал-майоры и стал членом Тайного совета Ирландии. Он поссорился с лордом-лейтенантом Ирландии Генри Хайдом, 2-м графом Кларендоном, и, вероятно, был заинтригован, чтобы добиться его увольнения.
В 1688 или в начале 1689 года Ричард Тальбот, 1-й граф Тирконнелл, назначил Джастина Маккарти генерал-майором ирландской армии и лордом-лейтенантом графства Корк.
23 мая 1689 года король Англии Яков II пожаловал Джастинау Маккарти титул виконта Маунткашела с дочерним титулом барона Касллинча.
В 1689 году лорд Маунткашел, каким он был теперь, занял Каслмартир и Бандон для Якова. В Бандоне произошла резня под названием «Кровавый понедельник», но Джастин Маккарти убедил короля выдать всеобщее помилование своим побеждённым противникам. Он встретил Якова II при высадке в Кинсейле, и ему было приказано собрать семь полков. Он заседал в Ирландской Палате лордов в парламенте 1689 года.
С 3000 человек он двинулся из Дублина к Эннискиллену, который вместе с Дерри был одним из двух городов, все ещё сопротивляющихся королю Якову II. Он был встречен 2-тысячным войском протестантов в битве при Ньютаунбутлере 31 июля 1689 года. Войска виконта Маунткашеля были разбиты, он был ранен, а затем взят в плен. Отпущенный по условно-досрочному освобождению, он нарушил условия освобождения и бежал в Дублин. Фридрих фон Шомберг заметил, что он считал Джастина Маккарти человеком чести, но, с другой стороны, он не ожидал ничего лучшего от ирландца.
Он отправился в изгнание во Францию и командовал первой ирландской бригадой в армии Людовика XIV.

## Брак
Джастин Маккарти женился на Леди Арабелле Уэнтуорт (1630—1689), дочери Томаса Уэнтуорта, 1-го графа Страффорда (1593—1641), и его второй жены, леди Арабеллы Холлз (? — 1631), которая была на много лет старше его. Детей у них не было. Однако говорят, что у Маккарти был один ребёнок от дамы по имени Элизабет Биллингтон. Девочку звали Кэтрин. Перед смерти он попытался передать своё имущество двоюродному брату, но оно перешло к его племяннице, другой Кэтрин, сестре 4-го графа Кланкарти. Её муж, Пол Дэвис (ок. 1670—1716), получил титул 1-го виконта Маунт-Кашела, восстановленный в его пользу.

## Смерть
Его дальнейшая карьера была осложнена почти полной слепотой. Джастин Маккарти умер 21 июля 1694 года в Бареже, куда отправился за водой для своего здоровья, и был похоронен там.